# 台湾居民来往大陸通行証
台湾居民来往大陸通行証（たいわん きょみん らいおう たいりく つうこうしょう）は一般に台胞証と称され、中華民国（台湾地区）の住民が観光、商用、親族訪問などで中華人民共和国を訪問する際に必要となる証明書。中華人民共和国公安部が発行している。旅券に類似しているが、いわゆる大陸地区のみで使用することができる特殊な証明書である。
かつては使用に際しては査証に相当する「簽注」が必要であったが、2015年7月1日より廃止された。

## 沿革
1945年以前の日本統治時代、台湾人は一部中華民国国籍に帰化した者を除き、原則として「日本人」として中国大陸に渡航していた。台湾光復により中国大陸および台湾がともに中華民国の統治下に入ると、台湾人は「中国人」として両岸を自由に往来できるようになった。しかし国共内戦の結果、1949年に中華民国政府が台湾に移転し、大陸で中華人民共和国が成立してからは分断国家として一般の往来は不可能となってしまった。
1987年に台湾は三十八年間も続いた戒厳令を廃止し、同時に大陸地区への親族訪問を解禁した。対して中華人民共和国政府は前述の経緯から台湾の中華民国を承認していなかったことと、一つの中国の原則に反することから、国民政府が発行する中華民国旅券での台湾人の訪問を受け入れることができなかった。そこで、中華民国旅券に代わる台湾人の身分証明書として、台湾居民来往大陸通行証が中華人民共和国公安部により発行されることとなった。

## 運用方法
台湾人が大陸地区への訪問を目的に「出境」する場合、台湾地区では中華民国旅券にて一般の出国と同一の手続きが行われる。そして大陸地区の「入境」地点に到着すると、中華民国旅券ではなく「台湾居民来往大陸通行証」による入境手続きが行われる。すなわち、台湾人が大陸地区を訪問する際には、中華民国旅券には「台湾地区の出入境」のみが記録され、台湾居民来往大陸通行証には「大陸地区の出入境」のみが記録されることになる。

## 機能
当初、台湾居民来往大陸通行証は台湾人が大陸地区を旅行する際の身分証明書であったが、馬英九政権時代において両岸関係が親密になったことより、台湾人が大陸地区に長期滞在し投資事業を行う際の身分証明書としての性質をも持ち始めた。二重国籍者を除き、大陸地区における台湾人としての唯一の公的な身分証明書となる。台湾居民来往大陸通行証は台湾人にとって、大陸地区における就業、医療サービス、不動産購入、銀行口座開設、融資と資金借り入れ、クレジットカード開設等において大陸地区住民と同等の手続きが可能な身分証明書となり、単なる通行証以上の意味合いを帯びている。
台湾居民来往大陸通行証は出入境ごとに「簽注」（査証に相当）の取得が必要であった。一般的に使用されているのは一次入境、在留期限3ヶ月のものであるが、長期滞在者のために1年多次、2年多次、3年多次などの種類も存在している。2年以上の査証に関しては公安指定病院での健康診断を求められるなどの制限がある。以前は、経由地の香港で取得する必要があったが、両岸直行便が就航して以降、空港で到着時に取得が可能となった。前述のとおり、「簽注」は2015年7月1日以降は必要なくなり、台湾人は大陸地区において無制限に在留、就労ができるようになった。

## 特別行政区での扱い
香港特別行政区の出入境に際しては、台湾居民来往大陸通行証による出入境管理が行われており、中華民国旅券の提示は不要である。台湾居民来往大陸通行証を持ち、香港特別行政区に入境する場合、30日以下の短期滞在は査証免除である。しかし、マカオ特別行政区では中華民国旅券による出入境管理が行われており、特別行政区により取り扱いが異なっている。

## 海外での扱い
台湾居民来往大陸通行証は、本来大陸地区でのみ有効な身分証であるが、海外においても有効な身分証明書として通用する場合がある。
ニューヨークの国際連合本部ビルでは、台湾からの入館者に対して、一つの中国の原則に反することから、中華民国旅券の使用を認めておらず、従前は台湾居民来往大陸通行証を使用することができる。2018年10月より、入館時の身分証明書として台湾居民来往大陸通行証を使用することができず、中華人民共和国旅行証を使用しなければならない。

## 形式
かつては旅券と同様の冊子式で、台湾居民来往大陸通行証は黄緑色の表紙に「台湾居民来往大陸通行証」の金文字がホットスタンプされている。内側には「中華人民共和国公安部出入境管理局」及び中華人民共和国の国章が赤で印刷されている。2015年より、ICチップが内蔵されたカード式に変更され、有効期間内は自由に大陸地区へ出入境、滞在できるようになった。
既に、香港、澳門住民が大陸を訪問する際に使用する「港澳居民来往内地通行証（回郷証）」や、大陸住民が香港、澳門を訪問する際に使用する「往来港澳通行証」はICカード化されており、一部には台湾を香港、澳門化するものだと反発する声もある。
現在、台胞証番号は8ケタとなっているが、今後発行が予定されている二代台胞証では、中国公民の居民身分証と同じく、18ケタに統一する計画がある。2018年9月より発行されている「台湾居民居住証」は、居民身分証と同じく、18ケタの公民身分証番号が付与されている。